# Okres Starogard

Administrativní dělení okresu

Okres Starogard (polsky Powiat starogardzki) je okres v polském Pomořském vojvodství. Rozlohu má 1345 km² a v roce 2023 zde žilo 125 208 obyvatel. Sídlem správy okresu je město Starogard Gdański.

## Gminy
Městské:
- Starogard Gdański
- Skórcz

Městsko-vesnické:
- Czarna Woda
- Skarszewy

Vesnické:
- Bobowo
- Kaliska
- Lubichowo
- Osieczna
- Osiek
- Skórcz
- Smętowo Graniczne
- Starogard Gdański
- Zblewo

## Města
- Czarna Woda
- Skarszewy
- Skórcz
- Starogard Gdański

## Sousední okresy
| Růžice kompasu | Kościerzyna | Gdaňsk          | Nowy Dwór Gdański | Růžice kompasu |
| Růžice kompasu | Chojnice    | Sever           | Tczew             | Růžice kompasu |
| Růžice kompasu | Chojnice    | Okres Starogard | Tczew             | Růžice kompasu |
| Růžice kompasu | Chojnice    | Jih             | Tczew             | Růžice kompasu |
| Růžice kompasu | Tuchola     | Świecie         | Kwidzyn           | Růžice kompasu |